# Hesitation Marks
Hesitation Marks je osmé studiové album americké industriální rockové skupiny Nine Inch Nails, vydané v září 2013 u vydavatelství Columbia Records. Jde o první album skupiny od roku 2008, kdy vyšlo album The Slip. První singl z alba nazvaný „Came Back Haunted“ byl představen 6. června 2013. Album vyšlo jako součást série Halo, ve které skupina Nine Inch Nails vydává své nahrávky.

## Seznam skladeb
| Pořadí | Název                     | Délka |
| ------ | ------------------------- | ----- |
| 1.     | The Eater of Dreams       | 0:52  |
| 2.     | Copy of A                 | 5:23  |
| 3.     | Came Back Haunted         | 5:17  |
| 4.     | Find My Way               | 5:16  |
| 5.     | All Time Low              | 6:18  |
| 6.     | Disappointed              | 5:44  |
| 7.     | Everything                | 3:20  |
| 8.     | Satellite                 | 5:03  |
| 9.     | Various Methods of Escape | 5:01  |
| 10.    | Running                   | 4:08  |
| 11.    | I Would for You           | 4:33  |
| 12.    | In Two                    | 5:32  |
| 13.    | While I'm Still Here      | 4:03  |
| 14.    | Black Noise               | 1:29  |

## Obsazení
- Trent Reznor – zpěv, různé nástroje
- Pino Palladino – baskytara
- Lindsey Buckingham – kytara, syntezátory, doprovodné vokály
- Adrian Belew – kytara, doprovodné vokály
- Eugene Goreshter – syntezátory, housle, baskytara
- Alessandro Cortini – syntezátory
- Ilan Rubin – bicí
- Joshua Eustis – doprovodné vokály